# Comuna Novîi Zavod, Cervonoarmiisk
Novîi Zavod (în ucraineană Новозаводська сільська рада) este o comună în raionul Cervonoarmiisk, regiunea Jîtomîr, Ucraina, formată din satele Cehivți, Huta-Iustînivka, Novîi Zavod (reședința), Tartaciok și Trudove.

## Demografie
Componența lingvistică a comunei Novîi Zavod
     Ucraineană (97,79%)
     Rusă (1,5%)
     Alte limbi (0,18%)
Conform recensământului din 2001, majoritatea populației comunei Novîi Zavod era vorbitoare de ucraineană (97,79%), existând în minoritate și vorbitori de rusă (1,5%).